# Museu Arquidiocesano
O Museu Arquidiocesano Dom Joaquim,  conhecido popularmente por Museu de Azambuja, está localizado em Brusque, cidade do estado de Santa Catarina.
O museu está instalado num prédio histórico construído em 1907 e possui o maior acervo de arte sacra popular do Brasil. Seu acervo conta com mais 4 mil peças, dentre elas altares, castiçais, vias-sacras, lampadários, lamparinas, andores, livros — como uma Bíblia impressa em 1578, um missal de 1751 e um breviário de 1758 — instrumentos e partituras musicais, animais taxidermizados, armas, réplicas de móveis e utensílios domésticos dos imigrantes, entre muitas outras peças históricas.
Inaugurado em 1960, na ocasião da comemoração do centenário da cidade, seu acervo começou a ser reunido em 1933, com peças históricas de uma coleção de Joca Brandão, quando negociados em troca dos estudos dos seus filhos.